# Демократическая партия Атлантики
Демократическая партия Атлантики (порт. Partido Democrático do Atlântico) - существовавшая ранее португальская политическая партия. Она выступала за предоставление статуса заморских территорий, по примеру Бермудских островов, португальским автономным регионам (Асориш и Мадейра). Была зарегистрирована в 1979 году под аббревиатурой UDA/PDA, которая была изменена на PDA в 1983 году.

## История
Партия берет свое начало от Movimento para a Autodeterminação do Povo Açoriano (MAPA - Движение за самоопределение азорского народа), основанного в 1979 году Франсишку да Коста Матушем. MAPA, а позднее и Демократическая партия Атлантики, продвигали самоуправление для Азорских островов, следуя примеру Бермудских островов. Хотя партия была зарегистрирована в Верховном суде Португалии 5 ноября 1979 года как União Democrática do Atlântico (Демократический союз Атлантики), она изменила свое название на PDA к выборам 1983 года.
На парламентских выборах 2005 года партия получила только 0,35% голосов на Азорских островах. Несмотря на это, она участвовала в региональных выборах на Азорских островах 19 октября 2008 года, где получила всего 627 голосов (0,8%) и ни одного депутата. 
Хотя она была основана как правая партия, PDA заняла более центристские позиции к 2006. Поддержала кандидатуру Мануэля Алегре на президентских выборах 2006 года.
На парламентских выборах 2011 года среди кандидатов от партии были представители Movimento Partido do Norte (Движения Северной Партии) во главе с бывшим депутатом Социалистической партии Педро Батистой, который баллотировался в нескольких избирательных округах (Авейру, Брага, Браганса, Порту, Гуарда, Виана-ду-Каштелу и Вила-Реал), а также на Азорских островах.
1 сентября 2015 года Конституционный суд по требованию прокуратуры и в соответствии с Законом о политических партиях приступил к ликвидации Демократической партии Атлантики и аннулированию ее регистрации, поскольку партия не представляла свои годовые отчеты в течение трех лет подряд (в 2011, 2012 и 2013).